# Aitape
Aitape (ehemals Eitapé) ist eine kleine Küstenstadt an der Nordküste Papua-Neuguineas in der Provinz Sandaun. Die Siedlung liegt jeweils etwa 160 Kilometer zwischen den Provinzhauptstädten Wewak (östlich) und Vanimo (westlich) und markiert damit den Mittelpunkt der Straßenverbindung zwischen diesen beiden Städten. Aitape ist der Hauptort des Aitape-Lumi Distrikts und verfügt über eine 240-V-Stromversorgung, die in der Regel 24 Stunden betrieben wird, eine Telefonverbindung, eine Bank, ein Postamt, ein Gerichtsgebäude und eine Polizeistation, einen Supermarkt und viele Geschäfte, eine Tankstelle, zwei Landebahnen, zwei weiterführende Schulen, ein Missionsbüro und ein Krankenhaus.
Aitape wurde 1905 von deutschen Kolonisten als Teil Deutsch-Neuguineas als Missionsstation gegründet. Der damalige Name war Eitapé. Während des Zweiten Weltkriegs wurde die Stadt von der Kaiserlich Japanischen Armee besetzt.

## Verkehr

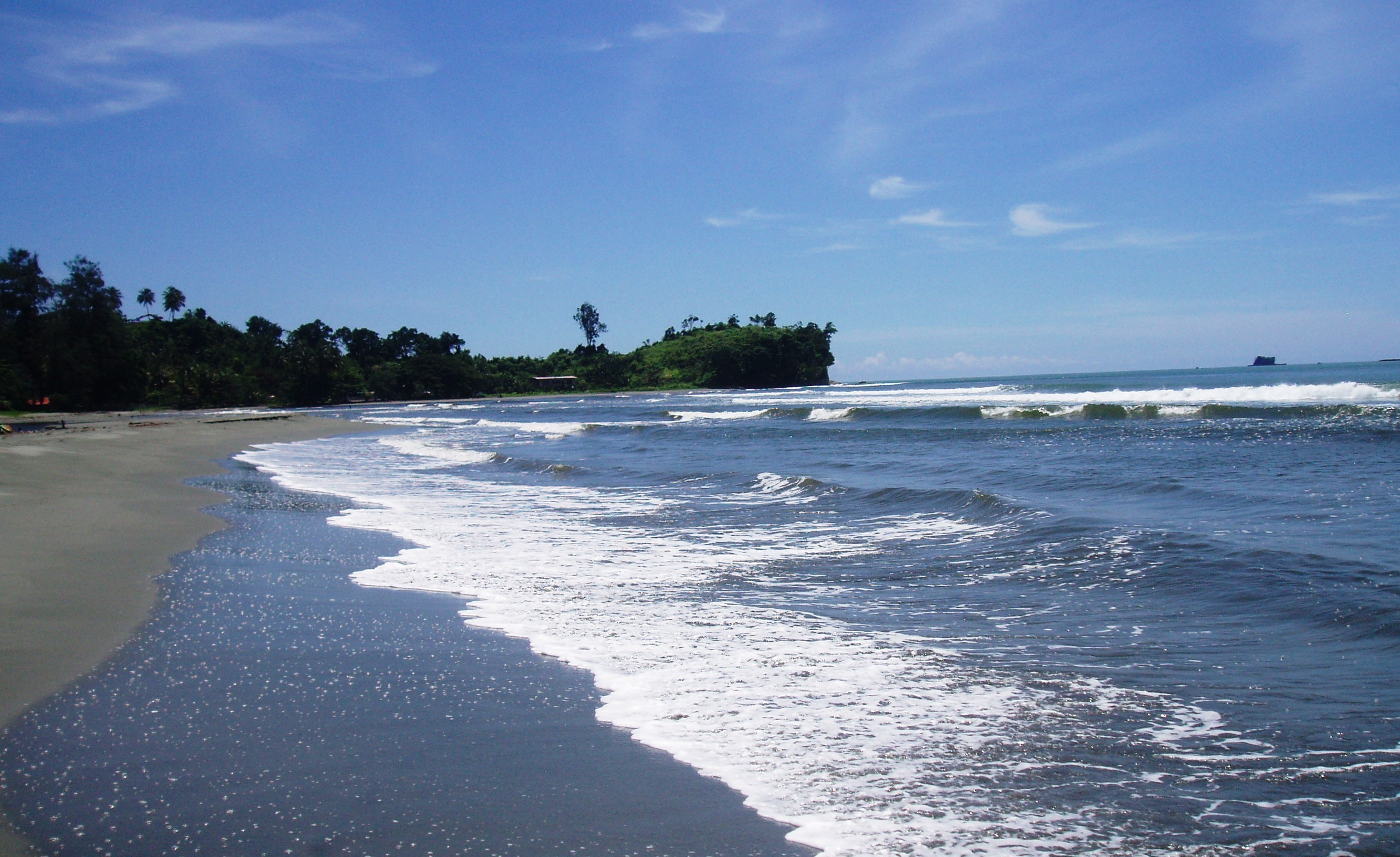
Aitape Beach

Aitape kann über Straßen jeweils von Vanimo und Wewak (ca. 180 km) erreicht werden. Weiterhin existieren Bootsverbindungen in beide Städte.
Nahe der Stadt gibt es zwei kleinere Flughäfen: Tadji (IATA-Flughafencode TAJ), wo die meisten Flüge landen, etwa 10 km östlich der Stadt und Aitape (IATA-Flughafencode ATP).

## Geschichte

### Kolonialzeit
Mutmaßlich gab es bereits im 15. Jahrhundert Kontakte zwischen den Einwohnern der Aitape-Gegend und der Außenwelt, als zu dieser Zeit chinesische Segelexpeditionen in die Gegend erfolgten. Als erster Europäer dürfte Íñigo Ortiz de Retes, der spanische Seefahrer und Namensgeber Neuguineas dorthin vorgedrungen sein. Als sicher gilt, dass ab dem frühen 17. Jahrhundert malaiische Fischereiflotten entlang der Sepik-Küste aktiv waren, und Inselbewohner als Seefahrer für diese malaiischen Fischereifahrzeuge rekrutiert wurden. 1896 kamen mit den Steyler Missionaren die ersten christlichen Missionare in die Region. Die erste Missionsstation wurde 1896 auf der Insel Tumleo eingerichtet. Im folgenden Jahr folgte eine zweite Station auf dem Festland. Die wichtigsten einheimischen Siedlungen auf dem Festland waren zu dieser Zeit Sissano, Malol und Arop (von der Siau-Gruppe bewohnt), sowie auf den Inseln die Siedlungen Tumleo, Ali und Seleo (von der Bakla-Gruppe bewohnt). Beide Volksstämme unternahmen jährlich Züge, die die Aitape-Küste in die südöstliche Region um Wewak führten, um dort Handel zu treiben.
Ab 1885 war die Region dann als Teil des Kaiser-Wilhelms-Landes auch Teil der Kolonie Deutsch-Neuguinea. Um die Siau und die Bakla kolonisieren zu können, wurde etwa 1905 die Station Eitapé am heutigen Ort der Stadt eingerichtet und die dort vorhandene, etwa 3,5 Kilometer breite Bucht als natürlicher Hafen (Berlinhafen genannt) nutzbar gemacht. In der Folge wurde der Hafen regelmäßig alle zehn Wochen vom Reichspostdampfer Manila der Neuguinea-Singapore-Linie (Norddeutscher Lloyd) angelaufen. Benachbart lag die Missionsstation St. Anna und die Siedlung erhielt ein solides Gefängnis und einen leistungsstarken Funksender, der die Kommunikation mit Europa ermöglichte. Organisatorisch gehörte die Siedlung zum Bezirk Friedrich-Wilhelmshafen. Haupterzeugnis des Gebiets war Kopra, die mit der Manila abtransportiert wurde.
1908 wurde die Küste von Aitape von einem großen Tsunami heimgesucht, der im Küstengebiet zwischen Arop und Sissano große Verwüstungen anrichtete und die Lagune von Sissano, ca. 30 km westlich von Aitape, bildete. Ein zweiter Tsunami ereignete sich 1935, der jüngste ereignete sich 1998 und traf auch Sissano.
Nach dem Ersten Weltkrieg wurde die Stadt zusammen mit dem Rest von Deutsch-Neuguinea als Mandat des Völkerbundes von Australien verwaltet. Seit 1975 sind sie Teil des unabhängigen Staates Papua-Neuguinea.

### Zweiter Weltkrieg
Während des Zweiten Weltkriegs wurde die Stadt zusammen mit dem Rest des Territoriums Neuguineas zunächst von der Kaiserlich Japanischen Armee besetzt. Die Japaner legten auch das Flugfeld Tadji an.

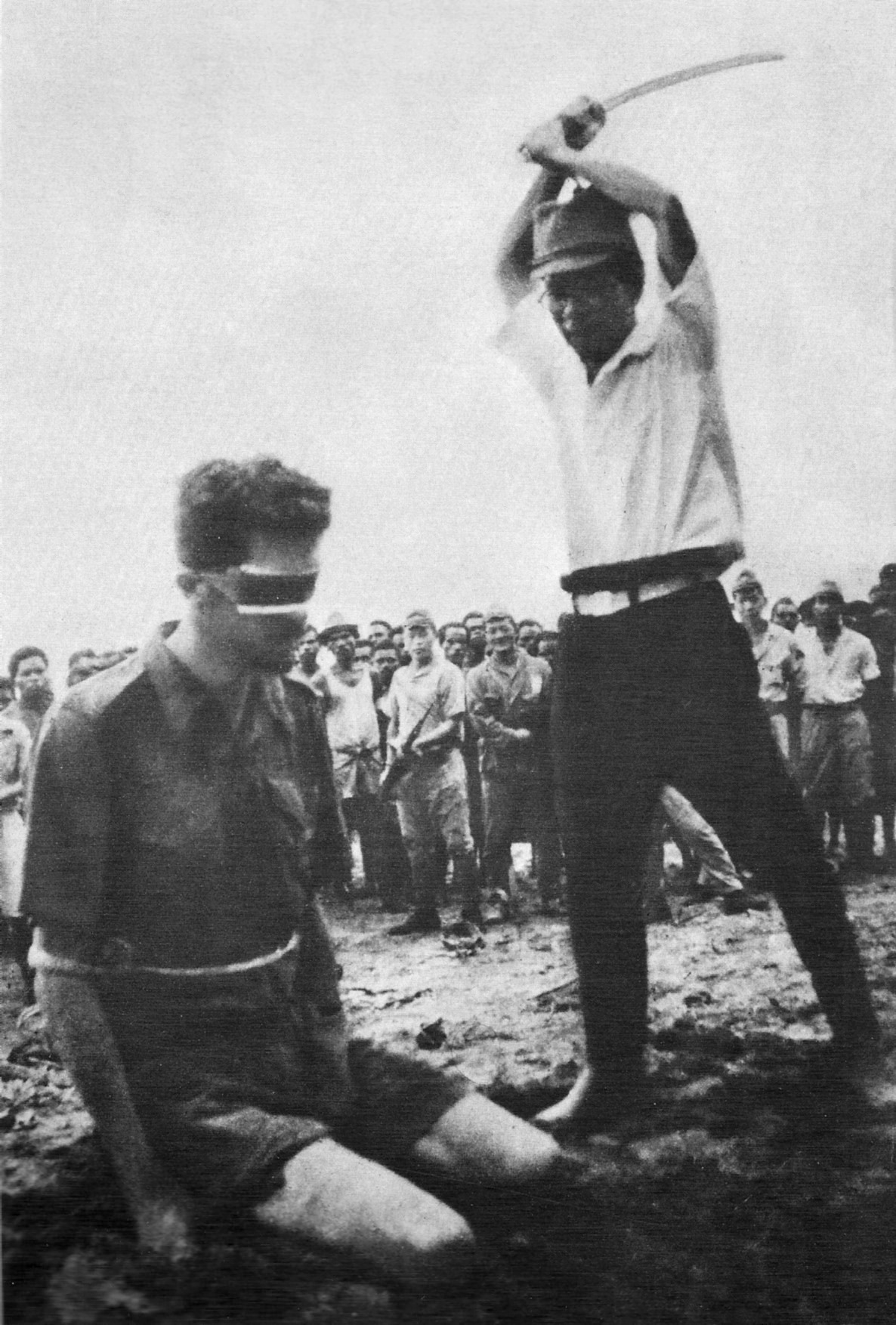
Enthauptung des australischen Sergeants Leonard George Siffleet in Aitape, 1943

Der australische Geheimdienstsoldat Leonard Siffleet wurde am 24. Oktober 1943 am Strand von Aitape von Japanern enthauptet.
Zur Rückeroberung Neuguineas führten amerikanische Streitkräfte 1944 ein dreigliedriges Landungsunternehmen auf die Insel durch, um die japanische 18. Armee in Wewak und Hollandia auszuschalten. Eine dieser Unternehmungen hatte am 22. April 1944 Aitape zum Ziel, um das Flugfeld Tadji zu erobern und den Japanern die Möglichkeit eines Angriffs aus Wewak entlang der Küste zu nehmen. Zu diesem Zweck wurde in Aitape eine große Basis errichtet. Von einem weiteren Angriff Richtung Wewak wurde schließlich abgesehen, da die dort stationierten japanischen Truppen durch Krankheit und mangels Nachschub keine Bedrohung darstellten. Mitte 1944 übernahmen australische Streitkräfte die Basis von den Amerikanern.
Diese nutzten den Ort als Basis für ihre Aitape-Wewak-Kampagne, den letzten Feldzug der Australian Imperial Force auf Neuguinea von November 1944 bis August 1945.

## Diözese
Seit 1952 ist die Stadt Sitz der römisch-katholischen Diözese des Bistums Aitape (lat.: Dioecesis Aitapensis).

## Erdbeben und Tsunami von 1998
Im Juli 1998 erlitt die Umgebung der Stadt ein verheerendes Erdbeben mit anschließendem Tsunami, bei dem über 2000 Menschen ums Leben kamen. Das Erdbeben der Stärke 7,0 ereignete sich vor der Küste und löste einen großen Erdrutsch unter Wasser aus, der den Tsunami auslöste. Das am stärksten betroffene Gebiet war das Dorf Warapu, etwa 8 km westlich von Aitape. Das Dorf lag an einer schmalen Landzunge zwischen der Küste und einer großen Lagune. Es wird geschätzt, dass Wellen mit einer durchschnittlichen Höhe von 10,5 Metern über die Nehrung in die Lagune gingen.